# 上矢作町立上小学校達原分校
上矢作町立上小学校達原分校（かみやはぎちょうりつ　かみしょうがっこう　たつばらぶんこう）は、かつて岐阜県恵那郡上矢作町（現・恵那市）に存在した公立小学校の分校。

## 概要
- 旧・恵那郡上矢作町の上小学校の分校であり、恵那郡上矢作町大字上字達原（現・恵那市上矢作町上の達原地区）に存在した。達原地区は恵那市上矢作町の東部の上村川（矢作川支流）沿いの集落であり、長野県境に位置する。

## 沿革
- 1875年（明治8年） - 恵那郡上村字達原に上村学校達原分教場として開校。
- 1889年（明治22年） - 上村尋常高等学校達原分教場に改称する。
- 1941年（昭和16年）4月1日 - 上村国民学校達原分教場に改称する。
- 1947年（昭和22年）4月1日 - 上村立上小学校達原分校に改称する。
- 1956年（昭和31年）9月30日 - 上村と下原田村が合併し町制施行、上矢作町が発足。同時に上矢作町立上小学校達原分校に改称する。
- 1965年（昭和40年）3月 - 廃校。